# Schachbundesliga (Deutschland)
Die Schachbundesliga ist die höchste Spielklasse im deutschen Mannschaftsschach. Im allgemeinen Spielbetrieb existiert sie in dieser Form seit 1980, zuvor war sie in vier Staffeln eingeteilt. Die Frauen-Bundesliga startete im Jahr 1991. Die 1. Bundesliga besteht derzeit aus sechzehn Mannschaften, die Frauen-Bundesliga aus zwölf Mannschaften. Die zweithöchste Spielklasse ist die 2. Bundesliga. Hier spielen seit der Saison 2024/25 in zwei parallelen Staffeln je zwölf Mannschaften (bei den Frauen gibt es drei Gruppen mit je acht Schachmannschaften). Die Mannschaftsstärke beträgt acht Bretter (bei den Frauen sechs Bretter).
Die Liga gilt als die stärkste der Welt; für viele Vereine spielen starke Großmeister. Amtierender Meister ist der SC Viernheim, bei den Frauen der SK Schwäbisch Hall. Rekordspieler der Schachbundesliga ist Klaus Bischoff.

## Organisationsform

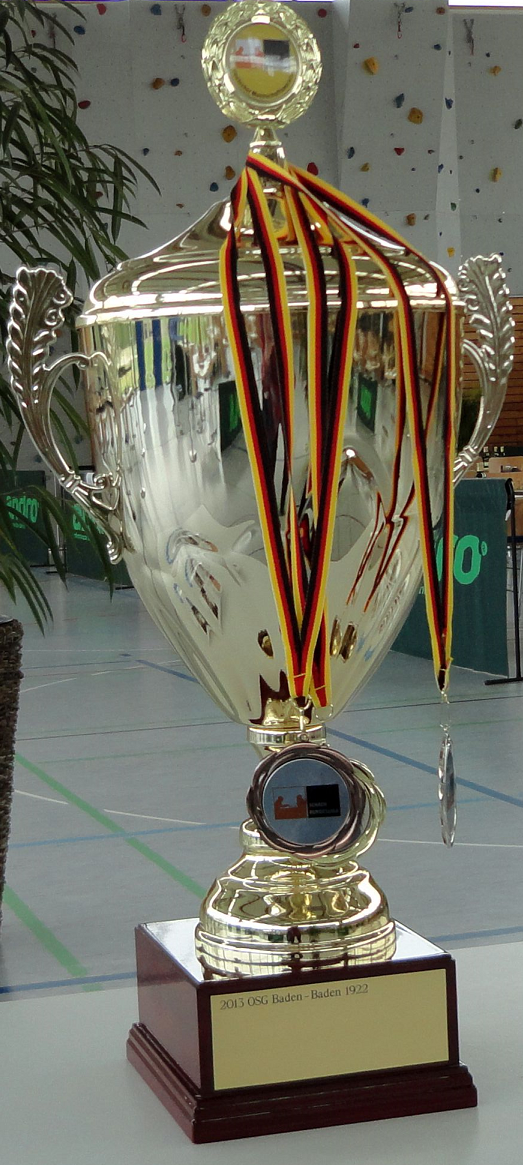
Pokal 2013

Der Deutsche Schachbund (DSB) hat die Bundesliga ins Leben gerufen und war zunächst allein für Turnierordnung und -verwaltung zuständig. Später wurde ein Ausschuss geschaffen, dem jeweils drei Vertreter der Vereine und des DSB angehören. Am 3. Februar 2007 wurde die Schachbundesliga e. V. in Berlin gegründet, um die Bundesliga besser vermarkten zu können. Der DSB ist Mitglied des Vereins. Gründungspräsident war Christian Zickelbein, sein Nachfolger ist seit Juni 2009 Markus Schäfer.
Seit der Saison 2008/09 führt die Schachbundesliga den Spielbetrieb und die Vermarktung der „stärksten Schachliga der Welt“ eigenverantwortlich durch.
Die Spieltage der Schachbundesliga finden ausschließlich an Wochenenden, d. h. samstags und sonntags, statt. Ausnahmen bilden in der Saison einmalig acht Wettkämpfe, die an einem Freitag ausgetragen werden. Pro Saison sollen die Züge von insgesamt 960 Partien live im Internet auf der Homepage der Schachbundesliga übertragen werden. Am Ende jeder Saison wird eine Mannschaft als Deutscher Meister gekürt und vier Mannschaften sind vom Abstieg in die vier zweiten Ligen betroffen.
Pro Mannschaft dürfen 16 Spieler plus bis zu zwei Jugendspieler gemeldet werden. Eine Ausländerbeschränkung besteht nicht. Jeder Spieler hat seit der Saison 2014/15 100 Minuten Bedenkzeit für die ersten 40 Züge und 50 Minuten bis Partieende. Ab dem ersten Zug erhält jeder Spieler eine Zeitgutschrift von 30 Sekunden pro Zug bis zum Ende der Partie.

## Geschichtlicher Rückblick

### Bundesliga
Gemäß Beschluss des DSB-Kongresses 1973 in Trier und auf Initiative des DSB-Sportdirektors Helmut Nöttger wurde die Schachbundesliga 1974 gegründet, damals allerdings viergleisig. Am Ende der Saison spielten die vier Erstplatzierten ein Endrundenturnier um die Deutsche Mannschaftsmeisterschaft.
Im Jahr 1980 schuf der DSB die eingleisige Erste Bundesliga; die jeweils vier Erstplatzierten aus jeder Gruppe waren für diese Bundesliga qualifiziert. Die Spiele werden an insgesamt sieben Wochenenden durchgeführt. Dabei treffen sich an einem Wochenende jeweils vier Mannschaften, die aus acht Spielern bestehen, und bestreiten zwei Wettkämpfe (Samstagnachmittag und Sonntagvormittag).
In der ersten Saison der eingleisigen Liga starteten folgende Mannschaften:
- Qualifikation aus Gruppe Nord:

SG Favorite Hammonia, Hamburger SK, Delmenhorster SK, SV Wilmersdorf
- Qualifikation aus Gruppe West:

Solinger SG 1868, SG Bochum 31, SG Porz, Sportfreunde Katernberg
- Qualifikation aus Gruppe Südwest:

Königsspringer Frankfurt, TSV Schott Mainz, SK Zähringen 1921, SV 1920 Hofheim
- Qualifikation aus Gruppe Süd:

SF Marktheidenfeld, SC 1868 Bamberg, FC Bayern München, TB Erlangen

### Frauen-Bundesliga
Die Frauen-Bundesliga startete im Jahr 1991. Die besten sechs Mannschaften aus der Oberliga der ehemaligen DDR waren gesetzt: Rotation Berlin, SpVgg 1899 Leipzig, Motor Weimar, SV Chemie Guben, PSV Dresden, VdS Buna Halle. Dazu qualifizierten sich sechs Mannschaften aus den westdeutschen Landesverbänden: Krefelder Schachklub Turm 1851 (Nordrhein-Westfalen), SVg Lasker-Steglitz (Niedersachsen, Bremen und Berlin), Hamburger SK (Hamburg und Schleswig-Holstein), SC Bessenbach (Bayern und Württemberg), TSV Schott Mainz (Baden und Rheinland-Pfalz), SV 1920 Hofheim (Hessen und Saarland). In der Frühzeit der Liga wurde die 1992 aufgestiegene Elberfelder SG mit sechs Meisterschaften Seriensieger, ehe sie sich 1999 aus dem Spielbetrieb zurückzog.

## Meister
- 1974/75: Solinger SG 1868
- 1975/76: SC 1868 Bamberg
- 1976/77: SC 1868 Bamberg
- 1977/78: Königsspringer Frankfurt
- 1978/79: SG Porz
- 1979/80: Solinger SG 1868
- 1980/81: Solinger SG 1868
- 1981/82: SG Porz
- 1982/83: FC Bayern München
- 1983/84: SG Porz
- 1984/85: FC Bayern München
- 1985/86: FC Bayern München
- 1986/87: Solinger SG 1868
- 1987/88: Solinger SG 1868
- 1988/89: FC Bayern München
- 1989/90: FC Bayern München
- 1990/91: FC Bayern München
- 1991/92: FC Bayern München
- 1992/93: FC Bayern München
- 1993/94: SG Porz
- 1994/95: FC Bayern München
- 1995/96: SG Porz
- 1996/97: Solinger SG 1868
- 1997/98: SG Porz
- 1998/99: SG Porz
- 1999/2000: SG Porz
- 2000/01: Lübecker SV
- 2001/02: Lübecker SV
- 2002/03: Lübecker SV
- 2003/04: SG Porz
- 2004/05: Werder Bremen
- 2005/06: OSC Baden-Baden
- 2006/07: OSC Baden-Baden
- 2007/08: OSC Baden-Baden
- 2008/09: OSG Baden-Baden
- 2009/10: OSG Baden-Baden
- 2010/11: OSG Baden-Baden
- 2011/12: OSG Baden-Baden
- 2012/13: OSG Baden-Baden
- 2013/14: OSG Baden-Baden
- 2014/15: OSG Baden-Baden
- 2015/16: SG Solingen
- 2016/17: OSG Baden-Baden
- 2017/18: OSG Baden-Baden
- 2018/19: OSG Baden-Baden
- 2019/21: OSG Baden-Baden
- 2021/22: OSG Baden-Baden
- 2022/23: OSG Baden-Baden
- 2023/24: SC Viernheim
- 2024/25: Düsseldorfer SK 1914/25

## Kosten
Um das Jahr 1990 betrugen die jährlichen Kosten der Bundesliga rund eine Million DM, die ausschließlich von den beteiligten Vereinen aufgebracht werden mussten. 2011 bezifferte Christian Zickelbein den Gesamtetat der 16 Bundesligavereine auf eine Million Euro pro Saison, wobei jeweils etwa 200.000 Euro auf die beiden Spitzenvereine OSG Baden-Baden und Werder Bremen entfielen.

## Weblinks

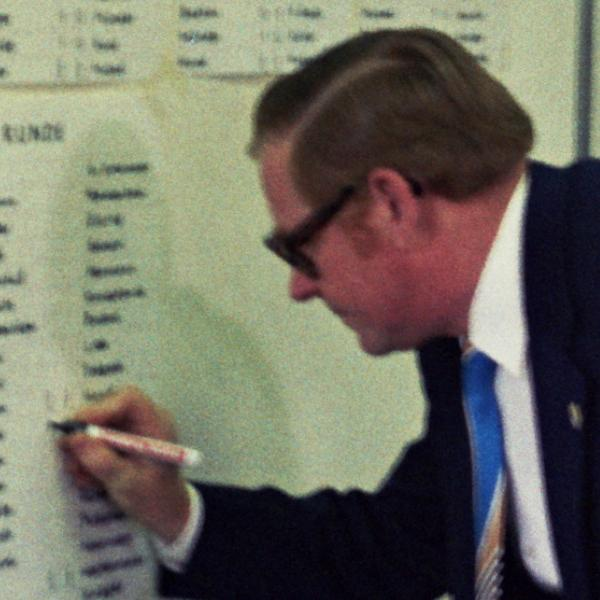
Helmut Nöttger (1974)